# آنا تی لیتوکینا
آنا تی لیتوکینا (انگلیسی: Anna T. Litovkina؛ زادهٔ ۲۹ ژوئیهٔ ۱۹۶۳) زبان‌شناس، توده‌شناس، مؤلف، پژوهشگر، روان‌شناس، مربی اهل مجارستان است.

## افتخارات
وی همچنین برندهٔ جوایزی همچون برنامه فولبرایت شده‌است.